# Jarmo Hoogendijk
Jarmo Hoogendijk (Den Helder, 28 maart 1965) is een Nederlandse voormalig jazz-trompettist en -bugelspeler. Sinds hij in 2004 stopte met zijn podiumcarrière, is hij werkzaam als muziekdocent en coach aan het Koninklijk Conservatorium te Den Haag, Codarts Jazz Academy te Rotterdam en het Conservatorium van Amsterdam.

## Biografie
In 1983 begon Hoogendijk op het Koninklijk Conservatorium te Den Haag zijn studie bij trompettist/flügelhornspeler Ack van Rooyen. Nog tijdens zijn muziekvakstudie maakte hij naam met het Ben van den Dungen/Jarmo Hoogendijk Quintet. Ook trad hij op met de latin groep Nueva Manteca en als solotrompettist bij The Netherlands Concert Jazz Band, The Dutch Jazz Orchestra en AVRO bigband The Skymasters.
Pianist Rein de Graaff lijfde Jarmo in bij het Rein de Graaff/Dick Vennik Sextet en engageerde hem voor concerten met jazzmusici als Teddy Edwards, Charles McPherson en Frank Morgan. Hij trad op in zogenaamde trumpet summits, onder meer met Clark Terry, Benny Bailey, Lew Soloff en Philip Harper. Hij speelde met Freddie Hubbard in een televisieoptreden met het Metropole Orkest en had intensief contact met de in 1987-88 in Nederland verblijvende Woody Shaw. 
Nadat hij cum laude afgestudeerd was bij Ack van Rooyen begon Hoogendijk eveneens een carrière in het muziekvakonderwijs, aan het Koninklijk Conservatorium te Den Haag en Codarts Jazz Academy te Rotterdam (beide sinds 1990), en vanaf 2018 ook aan het Conservatorium van Amsterdam. Bekende trompettisten die bij Jarmo gestudeerd hebben zijn onder anderen Jan van Duikeren, Teus Nobel, Rob van de Wouw, Michael Varekamp en de voltallige trompetsectie van het Metropole Orkest (bestaande uit Rik Mol, Nico Schepers, Martijn de Laat en Ray Bruinsma).

## Bands
- Ben van den Dungen/Jarmo Hoogendijk Quintet
- Nueva Manteca (o.l.v. Jan Laurens Hartong)
- Bye-Ya! The Latin Jazz Quintet
- Rein de Graaff/Dick Vennik Sextet
- Cubop City Big Band (o.l.v. Lucas van Merwijk)
- Netherlands Concert Jazz Band (o.l.v. Henk Meutgeert)
- Dutch Jazz Orchestra (o.l.v. Jerry van Rooyen)
- AVRO Big Band the Skymasters (o.l.v. Tony Nolte en Herman Schoonderwalt)
- European Trumpet Summit (met trompettisten Enrico Rava, Allan Botchinsky en Thomas Heberer).
- European Jazz Ensemble (o.l.v. Ali Haurand)
- Wolfert Brederode/Eric Ineke Quintet
- Amina Figarova Quintet en Septet
- Louis van Dijk Superband
- Wolfgang Engstfeld/Peter Weiss Quintet[15]

## Discografie
Discografie per band:
Ben van den Dungen/Jarmo Hoogendijk Quintet
- Heart of the Matter (1987 - Timeless Records)
- Speak Up (1989 - Timeless Records)
- Run for your Wife (1991 - Timeless Records)
- Double Dutch (1995 - Groove)

Nueva Manteca
- Varadero Blues (1989 - Timeless Records)
- Afrodisia (1990 - Timeless Records)
- Bluesongo (1992 - EMI)
- Porgy & Bess (1993 - EMI)
- Let's Face the Music and Dance (1994 - Lucho / EMI)
- Let’s Face the Music and Dance (1996 - Blue Note)
- Afro Cuban Sanctus (1997 - EMI)
- Night People (1998 - Azucar / EMI)
- Congo Square (2001 - Munich Records)
- A Latin Tribute to West Side Story (2003 - Munich Records)

Cu-Bop City Big Band
- Moré & More (1997 - Tam Tam Records)
- Live in The Hague (1999 - Tam Tam Records)
- Arsenio (2002-Tam Tam Records)

European Jazz Ensemble
- 20th Anniversary, live in Europe (1997 - Konnex)
- 25th Anniversary, live in Europe (2002 - Konnex)

European Trumpet Summit
- European Trumpet Summit (1993 - Konnex)

Wolfert Brederode / Eric Ineke Quintet
- Trinity (1999 - A-records)
- Pictures (2001 - A-records)

Amina Figarova
- Firewind (2000 - Munich Records)
- Night Train (2002 - Munich Records)

Bye-Ya!
- The Latin Jazz Quintet - Bye-Ya! (2001- A-Records)
- Dos (release October 2003 A-Records)

Selectie van overige cd-opnamen:
- North Sea Jazz Tentet - North Sea Jazz Tentet (Part One) (September, 1987)[20]
- Rein de Graaf/Dick Vennik Sextet - Jubilee (Timeless Records, 1989)
- Rob van Bavel Octet - Endless (Mirasound, 1989)
- Netherlands Concert Jazzband - Portrait of Duke Ellington (1989, Naxos Jazz Legends)[19]
- Loek Dikker' - Nie Wieder Schlafen (Milan, 1992)
- Eveline & The Groove Movement - Eveline & The Groove Movement (1994, Club Tone)[21]
- Brand New Orleans - Brand New Orleans (1995, EMI)
- The Beets Brothers Orchestra - Powerhouse (Maxanter, 2001)[22]